# Вайтвотер (Каліфорнія)
Вайтвотер (англ. Whitewater) — переписна місцевість (CDP) в США, в окрузі Ріверсайд штату Каліфорнія. Населення — 984 особи (2020).

## Географія
Вайтвотер розташований за координатами 33°56′8″ пн. ш. 116°41′14″ зх. д. / 33.93556° пн. ш. 116.68722° зх. д. (33.935596, -116.687208).  За даними Бюро перепису населення США в 2010 році переписна місцевість мала площу 25,57 км², уся площа — суходіл.

## Демографія
Згідно з переписом 2010 року, у переписній місцевості мешкало 859 осіб у 312 домогосподарствах у складі 197 родин. Густота населення становила 34 особи/км².  Було 405 помешкань (16/км²).
Расовий склад населення:
| - 74,0 % — білих - 4,3 % — чорних або афроамериканців - 3,6 % — корінних американців - 2,4 % — азіатів - 11,3 % — осіб інших рас |

До двох чи більше рас належало 4,3 %. Частка іспаномовних становила 31,1 % від усіх жителів.
За віковим діапазоном населення розподілялося таким чином: 25,5 % — особи молодші 18 років, 64,6 % — особи у віці 18—64 років, 9,9 % — особи у віці 65 років та старші. Медіана віку мешканця становила 37,3 року. На 100 осіб жіночої статі у переписній місцевості припадало 108,0 чоловіків;  на 100 жінок у віці від 18 років та старших — 107,8 чоловіків також старших 18 років.